# Южноазиатски речен делфин
Южноазиатските речни делфини (Platanista gangetica), наричани също гангски делфини, са вид едри бозайници, единствен представител на семейство Platanistidae.
Те са сладководен вид, срещащ се във водите на Ганг, Инд, Брахмапутра и някои техни притоци на територията на Индия, Пакистан, Бангладеш и Непал. Достигат 200 до 260 сантиметра дължина на тялото с главата. Хранят се главно с ракообразни и риба.